# 第7回ニューヨーク映画批評家協会賞
第7回ニューヨーク映画批評家協会賞は、1941年の優秀な映画に贈られた賞である。1941年12月31日に発表された。

## 受賞
- 作品賞：
  - 市民ケーン

- 主演男優賞：
  - ゲイリー・クーパー - ヨーク軍曹

- 主演女優賞：
  - ジョーン・フォンテイン - 断崖

- 監督賞：
  - ジョン・フォード - わが谷は緑なりき